# Xutos & Pontapés (álbum)
| Críticas profissionais | Críticas profissionais |
| Avaliações da crítica  | Avaliações da crítica  |
| Fonte                  | Avaliação              |
| ---------------------- | ---------------------- |
| AllMusic               | [ 1 ]                  |
| Público (Portugal)     | [ 2 ]                  |

Xutos & Pontapés é o décimo segundo álbum de estúdio da banda portuguesa Xutos & Pontapés, lançado a 6 de Abril de 2009. O álbum marca os 30 anos de carreira da banda. O primeiro single retirado foi a canção Quem é Quem, seguido de Perfeito Vazio.
O álbum conta com algumas participações especiais como Pacman, dos Da Weasel em O Sangue da Cidade e Manuel Paulo da Ala dos Namorados no tema Amor com Paixão.

## Faixas
1. Estado de dúvida
2. Tetris anónimus
3. Quem é quem
4. O santo e a senha
5. Perfeito vazio
6. Sangue da cidade
7. O falcão
8. Sensação
9. Amor com paixão
10. Sem eira nem beira
11. Classe 79
12. Pó das estrelas
13. Superjacto

### Créditos
- Zé Pedro (guitarra ritmo)
- Kalú (bateria)
- Tim (baixo e voz)
- João Cabeleira (guitarra solo)
- Gui (saxofone e teclado)